# مات دوك

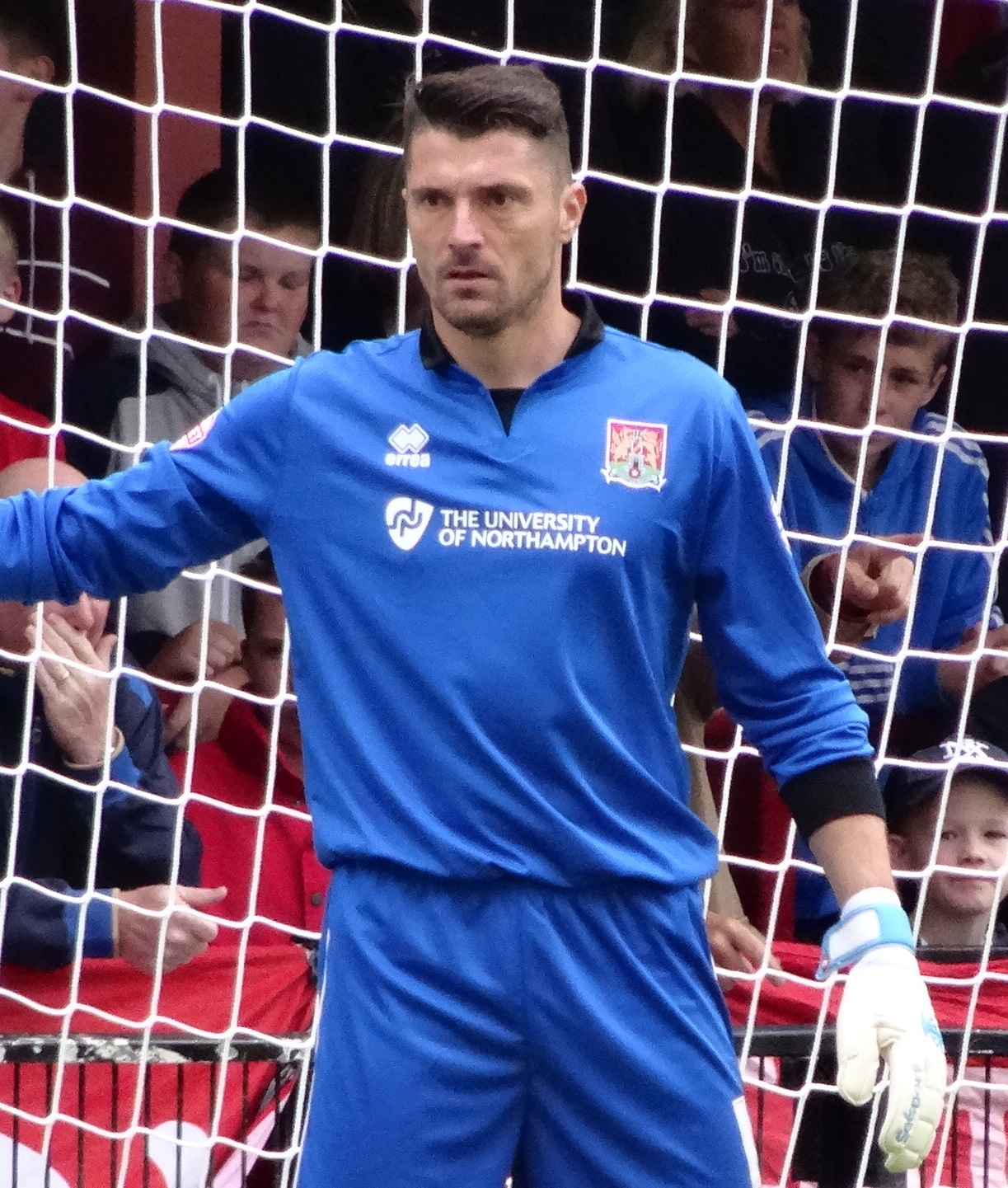

مات دوك (بالإنجليزية: Matt Duke)‏ (مواليد 16 يونيو 1977 في شفيلد - إنجلترا) لاعب كرة قدم إنجليزي يلعب حاليا لصالح نادي الدرجة الممتازة هال سيتي الإنجليزي منذ 2004 في مركز حارس مرمى .

## روابط خارجية
- مات دوك على موقع قاعدة بيانات كرة القدم.إي يو (الإنجليزية)
- مات دوك على موقع Soccerbase.com (لاعب) (الإنجليزية)
- مات دوك على موقع عالم كرة القدم.نت (الإنجليزية)
- مات دوك على موقع كووورة